# Wilhelm Josef Jarius

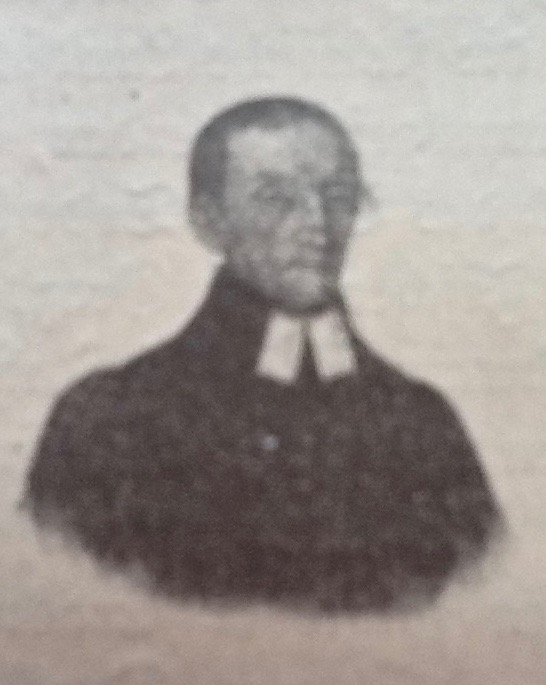
Wilhelm Josef Jarius

Wilhelm Josef Jarius (* 17. März 1772 in Ödenburg, Königreich Ungarn; † 3. Mai 1843 in Preßburg, Königreich Ungarn) war ein evangelisch-lutherischer Prediger.

## Leben
Jarius war der neunundvierzigste Prediger in der langen Reihe der Pfarrherren der Deutschen Evangelischen Kirche A.B. zu Preßburg. Aus einer deutschen evangelischen Familie stammend, stand sein Entschluss eine theologische Laufbahn einzuschlagen von vornherein fest. Nach einer Grundausbildung in seiner Vaterstadt studierte er zwischen 1793 und 1796 evangelische Theologie an der Universität in Jena. Hier eignete er sich außer in seinem Fachbereich auch ein gediegenes Wissen auf dem Gebiet der allgemeinen Bildung an.
Im Jahre 1802 wurde Jarius ordiniert, worauf er am 31. Oktober 1802 seine erste Pfarrstelle in Bleiberg in Oberkärnten antrat. Hier erlebte er die gefahrvolle Zeit der französischen Besetzung durch Napoleon Bonaparte. Die Evangelische Pfarrgemeinde A.B. in Bleiberg, in welcher Jarius zwischen 1802 und 1818 (16 Jahre lang) Dienst tat, war eine ausgesprochene Diaspora-Gemeinde. Es war nicht einfach diese Gemeinde durch die stürmischen Zeiten hindurch zu steuern. Die gesamte Umgebung war damals von Katholiken geprägt, die den Evangelischen ziemlich feindselig eingestellt waren; Ökumene war damals noch ein „Fremdwort“. Die evangelischen Prediger litten unter beständigen Furcht, ihre gebotenen Grenzen zu überschreiten. Die Gemeindeglieder selbst stöhnten unter den Abgaben, die sie doppelt zu leisten hatten, nämlich an die katholischen Geistlichen und Mesner, sowie auch die, welche zur Erhaltung ihrer eigenen Prediger Diensten. Besonders in der Zeit der Not (es war die Zeit der französischen Besetzung) war die doppelte Belastung der Gemeinde unerträglich.
Am 16. November 1817 heiratete Jarius Katharine Dulnigg, die Tochter eines k.k. Zeugschaffers.
Ein Jahr später wurde er von der dortigen Deutschen Evangelischen Kirchengemeinde A.B. nach Preßburg berufen. Am 8. November 1818 hielt er seine Antrittspredigt zum Thema: „Was eine Gemeinde vom Amte eines evang. Predigers halten müsse, wenn er es mit Segen bei ihr ausrichten soll“ Jarius wurde von der Gemeinde verehrt und genoss den Ruf eines bedeutenden Kanzelredners. Auch die Ehefrau des Palatins Erzherzogin Maria Dorothea war, während ihrer zahlreichen Besuche in Preßburg, eine regelmäßige Besucherin seiner Gottesdienste und eine dankbare Zuhörerin seiner Predigten, die sie sehr schätzte. In einer Sitzung am 20. August 1819 beschloss – auf Initiative der Erzherzogin – das Presbyterium der evangelischen Kirchengemeinde von Pest Jarius als Prediger nach Pest zu berufen. Diesen Ruf lehnte jedoch Jarius ab und blieb in Preßburg.

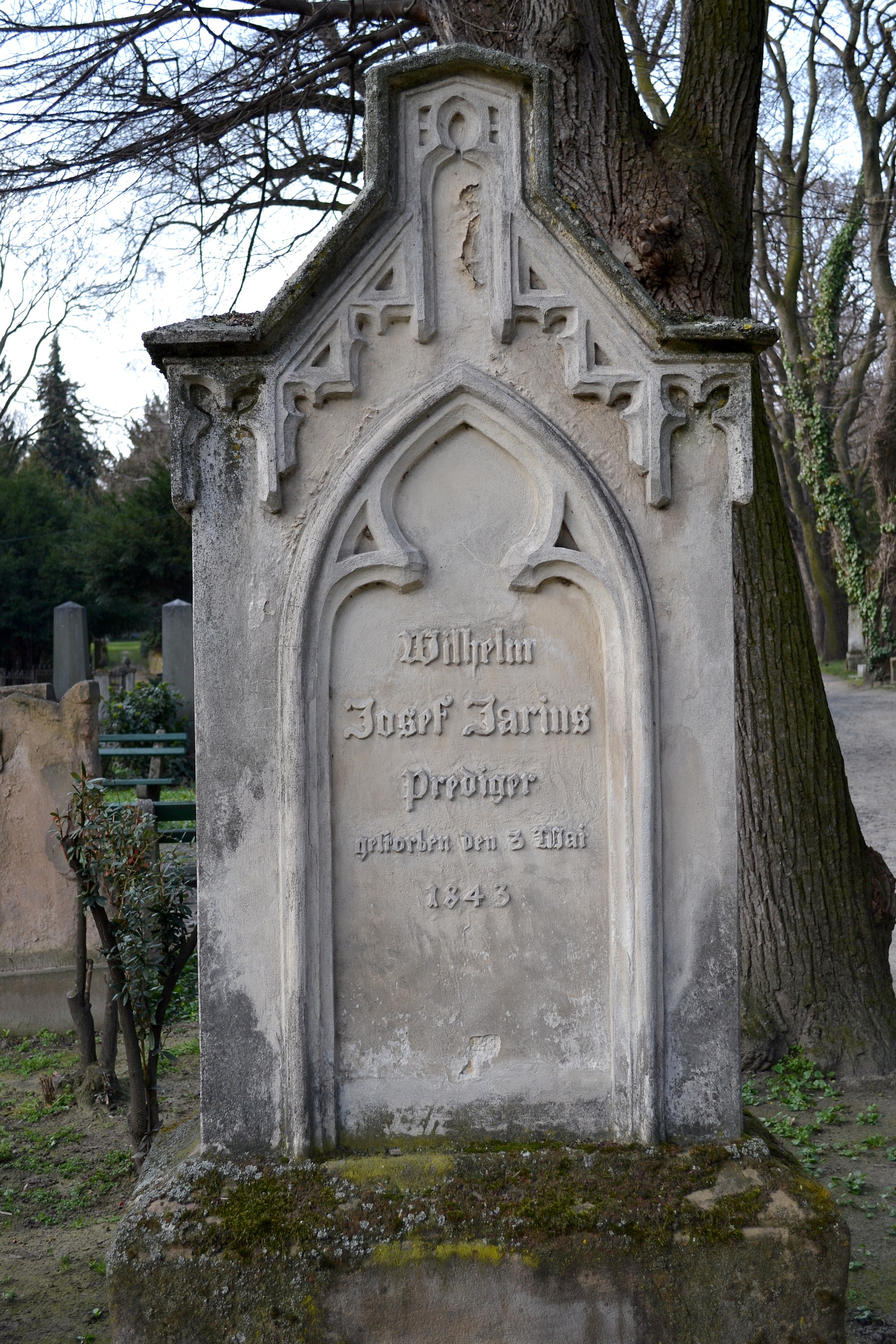
Grabstein am Gaistor-Friedhof zu Preßburg

Im fortgeschrittenen Alter wurde Jarius von mehreren Gebrechen heimgesucht. Er starb am 3. Mai 1843 nach 26 Dienstjahren als Pfarrer der Gemeinde in Preßburg. Zwei Tage später wurde er auf den Gaistor-Friedhof bestattet. Die Traueransprachen wurden von seinen Amtsbrüdern Franz Samuel Stromsky (1792–1861) und Johann Christian Tremmel (1773–1845) gehalten.
Jarius wird als ein Mann ‚voll tiefen Glaubens‘, von ‚außergewöhnlicher Originalität‘ und in ‚eigenen Leiden demütig ergeben und hoffnungsreif‘ geschildert. Theologisch verdient Jarius schon deshalb Beachtung, da er inmitten der Hochflut des theologischen Rationalismus („Vernunftglauben“) – welcher auch in der Preßburger Gemeinde damals mehrheitlich praktiziert wurde – grundsätzlich das ‚alte Evangelium‘ vertreten wollte. Hauptsächlich deshalb übte er nicht nur auf Maria Dorothea, die ihm sehr verehrte, sondern auch auf viele seiner Zeitgenossen einen entscheidenden theologischen Einfluss aus.
Das Mysterium tremendum im Altarsakrament war ihm zeitlebens vollends verborgen geblieben.
Viele seiner Predigten wurden bereits zu seinen Lebzeiten in Druck gegeben. Ein ganzer Jahrgang erschien 1859 in Pest unter den Titel Predigten auf alle Sonn- und Festtage des Jahres. Eine Auswahl aus den hinterlassenen Handschriften Wilhelm Josef v. Jarius.

## Predigten
- Was eine Gemeinde vom Amte eines evang. Predigers halten müsse, wenn er es mit Segen bei ihr ausrichten soll. Eine Antrittspredigt, gehalten am 24. Trinitatis Sonntag, den 8. Nov. 1818., im Bethause der ev. Gemeinde A. B. zu Pressburg. Pressburg, 1818.
- Rede bei der Beerdigung der Frau Maria Rosina Rambach geb. Rackwitz, geh. am 2. Oct. 1829. U. ott.
- Wie wir dem Herrn würdig dafür danken, dass er sich, in der jetzt geendeten Seuche, unter uns so herrlich bewiesen. Dankpredigt, am ersten Sonntage des Advents den 27. Nov. 1831., gehalten vor der ev. Gemeinde A. C. zu Pressburg. U. ott.
- Jesus Christus, empfangen vom heil. Geiste. Predigt am dritten Advent-Sonntage 1834. in der Kirche der ev. Gemeinde a. C. zu Pressburg. U. ott. (1834.)
- Predigten auf alle Sonn- und Festtage des Jahres. Eine Auswahl aus den hinterlassenen Handschriften. Herausg. von Victor Hornyánszky. Pest, 1859.